# Велингтон (Флорида)
Велингтон (енгл. Wellington) град је у америчкој савезној држави Флорида.

## Демографија
По попису из 2010. године број становника је 56.508, што је 18.292 (47,9%) становника више него 2000. године.
| Група             | 2000.          | 2010.          |
| Белци             | 30.473 (79,7%) | 36.605 (64,8%) |
| Афроамериканци    | 2.057 (5,4%)   | 5.858 (10,4%)  |
| Азијати           | 758 (2,0%)     | 2.165 (3,8%)   |
| Хиспаноамериканци | 4.395 (11,5%)  | 10.952 (19,4%) |
| Укупно            | 38.216         | 56.508         |